# Famille de Thierstein
Pour les articles homonymes, voir Thierstein.
La famille de Thierstein (Tierstein), en allemand von Thierstein, était une famille noble originaire du nord-ouest de la Suisse. 
Cette famille s'est éteinte en 1519.

## Histoire

### Origine
La famille de Thierstein qui porte également les patronymes de Homberg et Frick semble originaire du château de Alt-Thierstein à Gipf-Oberfrick au XIe siècle. Elle est apparentée aux comtes de Homberg.
Le premier représentant mentionné est Rudolf de Dierstein, cité dans les Acta Murensia en l'année 1082. Les Thierstein furent avoués de Saint-Alban de Bâle, avant que cette charge soit dévolue aux Homberg au XIIe siècle.

### Branches
La famille de Thierstein se ramifia au début du XIVe siècle en deux branches :
- les Thierstein-Farnsburg, qui possédaient le château de Farnsburg, des biens dans le Sisgau et le Fricktal, puis le landgraviat de Sisgau. 
 En 1376, ils acquirent par mariage le landgraviat de Buchsgau. Cette branche s'éteignit en 1418 avec Otto II, qui fut juge habsbourgeois au tribunal suprême de Thurgovie (1396), puis d'Argovie (1399).
- les Thierstein-Pfeffingen, qui avaient des liens étroits avec le Chapitre cathédral de Strasbourg. 
 Oswald (1424-1488) dut s'endetter à la suite des troubles issus de la bataille de la Birse en 1444, puis reçut le château du Haut-Koenigsbourg en 1479. La famille s'éteignit en 1519 avec Heinrich, fils d'Oswald.

## Possessions
Les Thierstein possédaient des biens dans la vallée de la Birse, par héritage des comtes de Soyhières, pour les couvents de Beinwil, Frienisberg, et Kleinlützel. Ils possédaient également les châteaux de Pfeffingen, Dorneck, et Neu-Thierstein. 

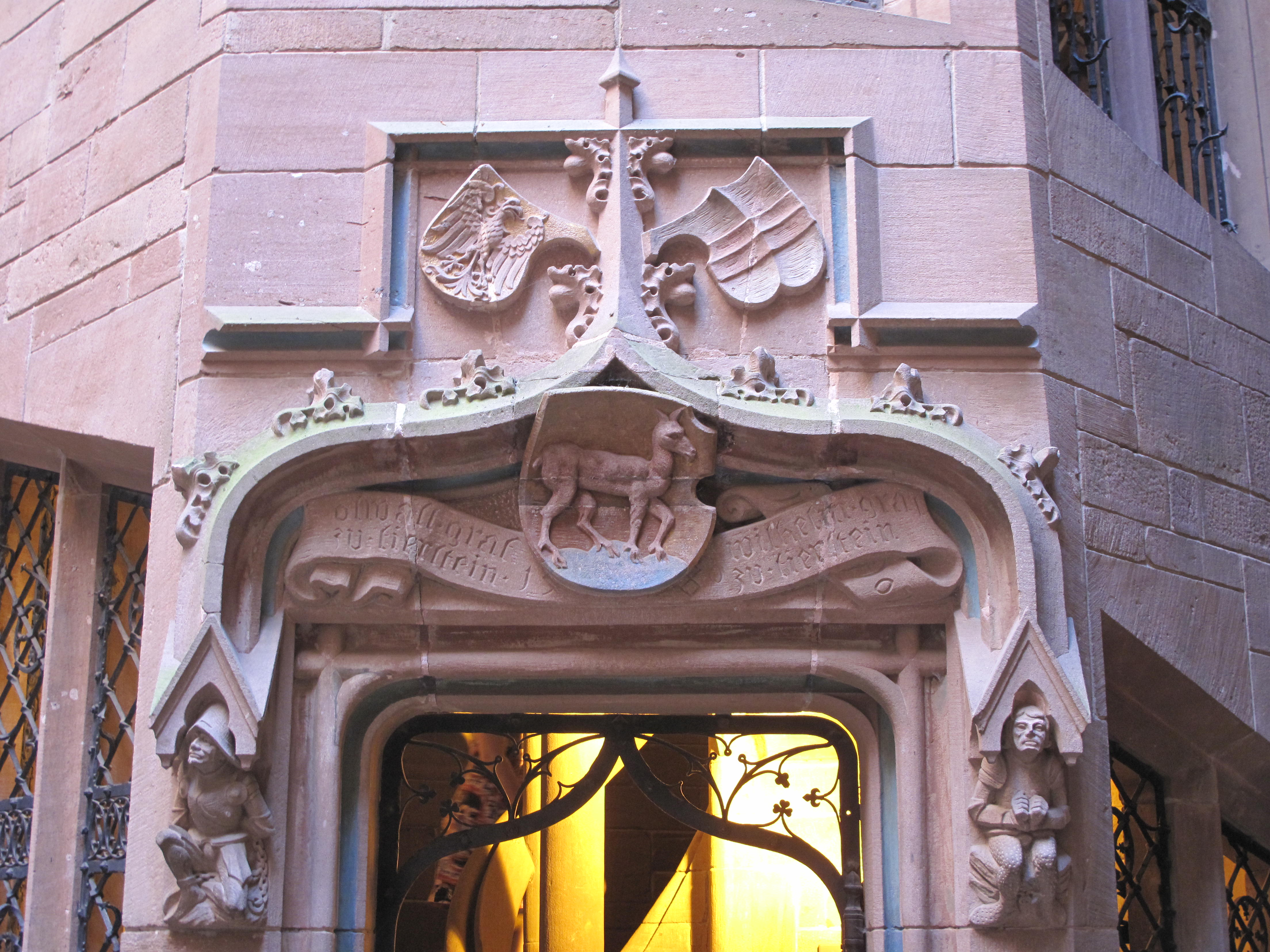
Blason Thierstein sur la porte de l'escalier hexagonal,
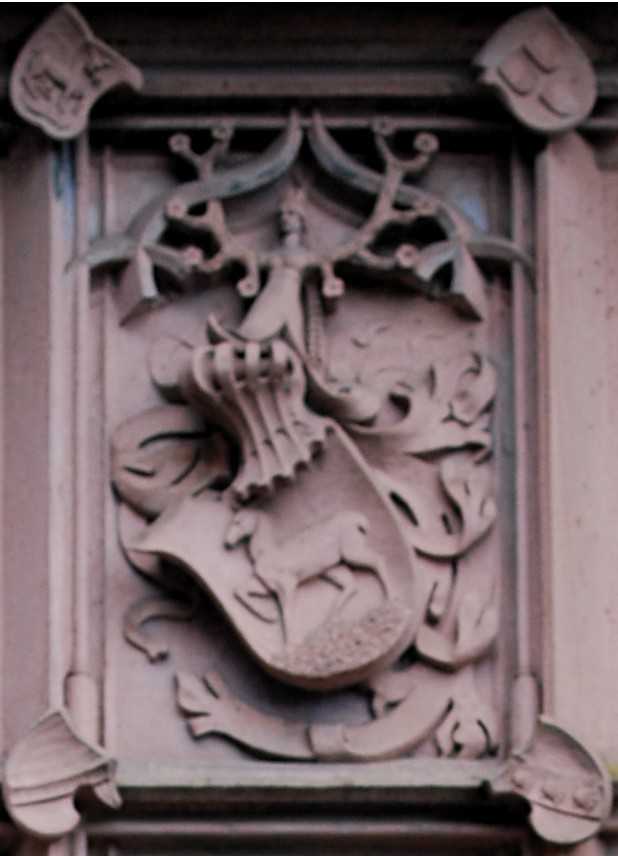
sur la porte d'entrée principale,
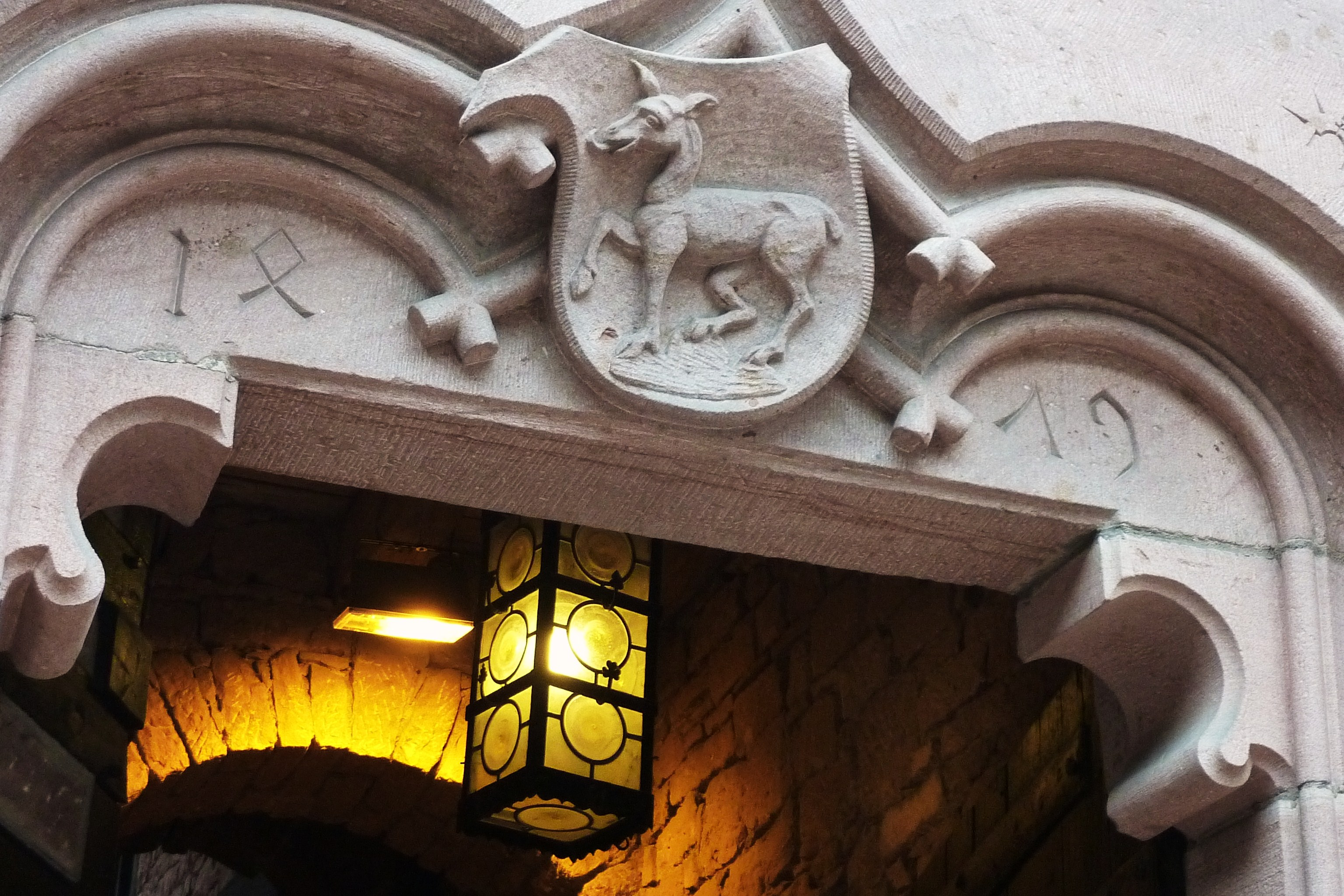
et sur une porte du château du Haut-Koenigsbourg.

#### Ouvrages
- (de) Dorothea A. Christ, Zwischen Kooperation und Konkurrenz : Die Grafen von Thierstein (1354–1534) und ihre Standesgenossen in ihren Beziehungen zur Eidgenossenschaft im Spätmittelalter, 1998, 669 p..

#### Articles
- L. Maitre, « Le château de Pfeffingen et les comtes de Thierstein », Actes de la société jurassienne d'émulation, vol. 20,‎ 1915, p. 161-189 (lire en ligne, consulté le 10 novembre 2021)
- (de) Rolf Max Kully, « Ein Schnitt am Stammbaum der Grafen von Thierstein », Basler Zeitschrift für Geschichte und Altertumskunde, vol. 75,‎ 1975, p. 221-224 (lire en ligne, consulté le 10 novembre 2021)
- (de) Dorothea A. Christ, « « ...dannen die geschrifften kein ende würden haben » Ein Briefkrieg Graf Oswalds von Thierstein mit der Stadt Basel (1476-1480) », Basler Zeitschrift für Geschichte und Altertumskunde, vol. 96,‎ 1996, p. 33-56 (lire en ligne, consulté le 10 novembre 2021)